# Jacopo Passavanti
Jacopo Passavanti (asi 1302, Florencie – 1357) byl italský teolog a architekt.

## Život
V roce 1317 vstoupil do dominikánského řádu, prokázal velké intelektuální schopnosti, byl proto pozván do Paříže, aby získal teologické vzdělání. Poté působil zprvu v Pistoji, poté ve Florencii v klášteře San Miniato al Monte, kde mimo jiné spolupůsobil při výstavbě gotické baziliky Santa Maria Novella.
Byl znám jako vynikající teolog a kazatel, vykonával řadu církevních funkcí, dlouhou dobu byl generálním vikářem florentské diecéze.

## Dílo

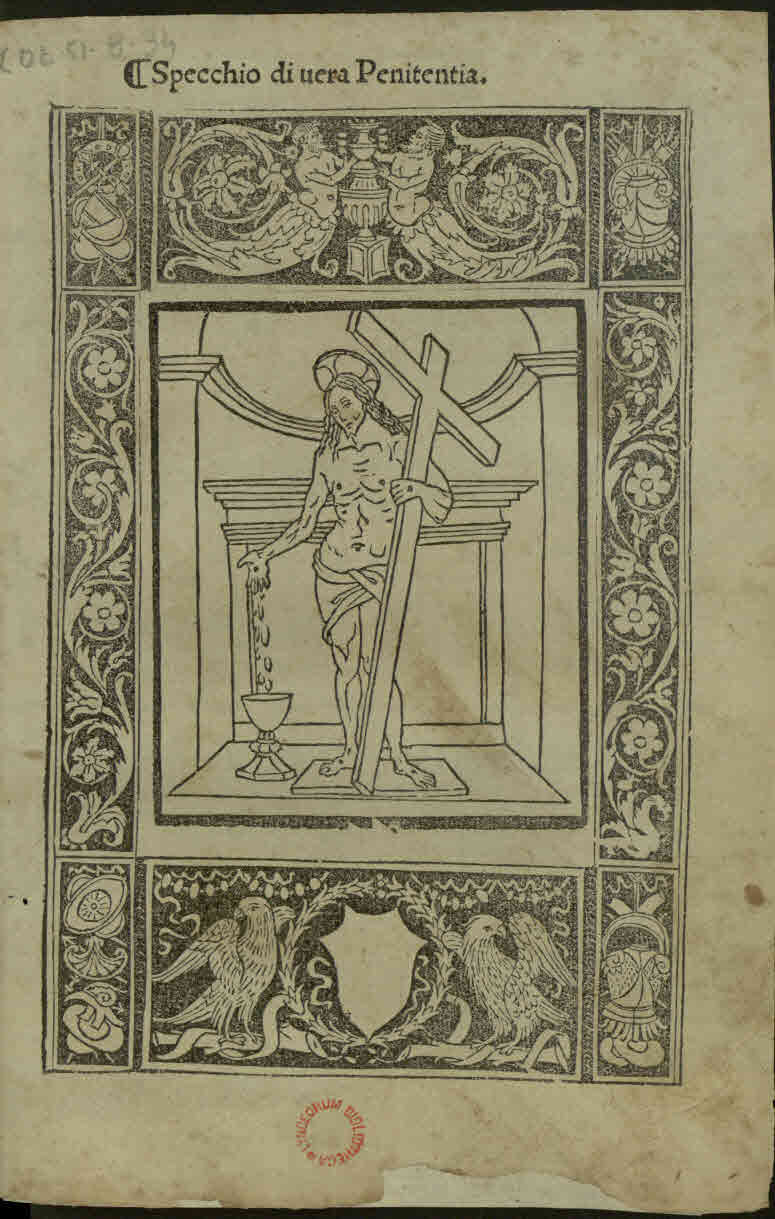
Specchio di vera penitentia, 1495

Jediným dílem, jehož autorství je prokázáno, je Zrcadlo pravé kajícnosti (Specchio di vera penitenza), moralistický traktát, obsahující četná exempla, někdy zacházející i do novelistické formy, inspirovaný Passavantiho postními kázáními. Příběhy jeho exempel se inspirovali někteří umělci.
K jeho architektonickým dílům patří původní jádro kláštera Certosa di Firenze.